# Dimitri Milon
Dimitri Milon (født 5. februar 1992 i Les Abymes) er en fodboldspiller fra Guadeloupe. Han spiller for den franske klub Voltigeurs de Chateaubriant i den femtebedste franske række. Han har repræsenteret Guadeloupes landshold 4 gange og scoret 0 mål. Han forlader klubben med udgangen af sæsonen 2016/2017.